# Chimarra nigrorosea
Chimarra nigrorosea är en nattsländeart som beskrevs av Schmid 1960. Chimarra nigrorosea ingår i släktet Chimarra och familjen stengömmenattsländor. Inga underarter finns listade i Catalogue of Life.